# Corral de Piedra
Corral de Piedra és un centre poblat de l'Uruguai, ubicat al sud-est del departament de Flores, sobre el límit amb Florida i San José.
Es troba a 159 metres sobre el nivell del mar. Té una població aproximada de 228 habitants.